# Piedra de los doce ángulos
La piedra de los doce ángulos es un bloque de piedra de la cultura inca que forma parte de un palacio ubicado en la calle Hatun Rumiyoq, en la ciudad de Cuzco, Perú, popularmente conocido por su gran acabado y bordeado perfeccionista, propio de la arquitectura inca y actualmente considerado Patrimonio Cultural de la Nación del Perú. La piedra forma parte de la sede del Palacio Arzobispal de Cusco, que anteriormente fue la residencia de Inca Roca, el sexto soberano del Curacazgo del Cuzco.
El 8 de marzo de 2014 la piedra sufrió una pintada mediante un acto vandálico y el bloque no pudo ser limpiado completamente.

## Características

Piedra de los 12 ángulos en Cuzco, Perú.

La piedra de los doce ángulos está compuesta por una formación diorita y cobró popularidad por su gran acabado y bordeado de doce ángulos denotando una arquitectura incaica perfeccionista al no existir asimetrías en sus uniones.
El bloque está categorizado como Patrimonio Cultural de la Nación del Perú y se ubica en la ciudad de Cuzco, a 1105 km de Lima. La piedra se visita constantemente debido a que es una gran muestra del conocimiento inca en la evolución de la construcción. Existen otras piedras con los mismos o más vértices pero la piedra de los 12 ángulos es la más famosa. Se encuentra en la calle Hatun Rumiyoq, en el centro de la ciudad.